# Diaziella bicolor
Diaziella bicolor är en stekelart som beskrevs av Grandi 1928. Diaziella bicolor ingår i släktet Diaziella och familjen fikonsteklar. Inga underarter finns listade i Catalogue of Life.